# Pseudomicrodes polysticta
Pseudomicrodes polysticta är en fjärilsart som beskrevs av George Francis Hampson 1910. Pseudomicrodes polysticta ingår i släktet Pseudomicrodes och familjen nattflyn. Inga underarter finns listade.